# Christina Dieckmann
Christina Dieckmann  (Caracas, Venezuela, 1977. április 22. –) venezuelai modell, színésznő.

## Élete és pályafutása
1977. április 22-én született Caracasban. 1997-ben megnyerte a Miss Venezuela díjat és indult a Miss World szépségversenyen. 2002-ben szerepet kapott a Vadmacska című sorozatban. 2006-ban az Y los declario marido y mujerben játszott. 2007-ben főszerepet kapott a Toda una dama című sorozatban. 2013-ban szerepet kapott a Dama y obrero című telenovellában.

## Filmográfia
- Amantes de luna llena (Venevisión-2000)...  Bárbara
- Vadmacska (Gata salvaje) (Venevisión Internacional-2002)... Estrella Marina Gutiérrez
- ¡Qué buena se puso Lola! (RCTV-2004)... Beauty Gift
- Seus Olhos (SBT-2004) ... Cibele
- Se solicita principe azul (Venevisión-2005)... Victoria
- Y los declaro marido y mujer (RCTV-2006)... Eloína Díaz
- Toda una dama (RCTV-2007)... Valeria Aguirre
- Un esposo para Estela (Venevisión-2009)... Jennifer Noriega Roldán
- Dama y obrero (Telemundo-2013)... Karina Cuervo